# Agrostis howellii
Agrostis howellii är en gräsart som beskrevs av Frank Lamson Scribner och George Vasey. Agrostis howellii ingår i släktet ven, och familjen gräs.
Artens utbredningsområde är Oregon. Inga underarter finns listade i Catalogue of Life.